# Brogue
El término brogue se refiere generalmente a un tipo de acento irlandés. También, de importancia menor, puede referirse a algunas de los varios dialectos regionales británicos, en particular el inglés escocés (Escocia) o los dialectos de los condados occidentales (West Country).
La palabra se registró por primera vez en 1689. Se han propuesto varias etimologías, las cuales tienen como base derivativa la palabra bróg ("zapato áspero o fuerte"), un tipo de calzado irlandés usado tradicionalmente por el pueblo de Irlanda y los habitantes de las tierras altas escocesas, y por lo tanto, posiblemente significó originalmente  "el discurso de los que llaman un zapato un brogue". También es posible que el término provenga de la palabra irlandesa barróg, que significa "un asimiento (en la lengua)", "acento" o "impedimento del habla". Una falsa etimología afirma que la palabra proviene de la supuesta percepción británica en la cual los irlandeses supuestamente hablaban un inglés de una forma tan particular que parecía como si lo hicieran "con un zapato en la boca".